# NGC 7374
NGC 7374 је спирална галаксија у сазвежђу Пегаз која се налази на NGC листи објеката дубоког неба.
Деклинација објекта је + 10° 51' 13" а ректасцензија 22h 46m 1,1s. Привидна величина (магнитуда) објекта NGC 7374 износи 14,0 а фотографска магнитуда 14,8. NGC 7374 је још познат и под ознакама NGC 7374A, MCG 2-58-7, CGCG 430-6, KUG 2243+105, KCPG 572B, PGC 69676.